# Laurens Symons
Laurens Symons (28 augustus 2001) is een Belgisch voetballer, die doorgaans speelt als centrumspits. Sinds januari 2020 staat hij onder contract bij KV Mechelen. Van mei tot eind december 2021 speelt Symons onder huurcontract bij het IJslandse UMF Grindavík.

## Clubcarrière
Symons startte zijn carrière bij SK Lierse. In 2015 vervoegde hij de jeugdreeksen van Sporting Lokeren. In februari 2018 tekende Symons een profcontract bij Lokeren tot medio 2020. Vanaf december 2018 werd Symons toegevoegd aan het eerste elftal. Op 22 december 2018 debuteerde Symons in de Eerste Klasse A. Van coach Trond Sollied mocht Symons achttien minuten voor tijd invallen in de plaats van Mehdi Terki in de met 2–1 verloren wedstrijd tegen Waasland-Beveren.
Eind januari 2020 vertrok Symons naar KV Mechelen waar hij uitkwam voor de beloften. Van 13 mei tot 31 december 2021 is hij verhuurd aan UMF Grindavík die speelt in de tweede afdeling 1. deild van IJsland.  

## Clubstatistieken
| Seizoen                      | Club             | Competitie      | Competitie | Competitie | Beker | Beker | Internationaal | Internationaal | Totaal | Totaal |
| Seizoen                      | Club             | Competitie      | Wed.       | Dlp.       | Wed.  | Dlp.  | Wed.           | Dlp.           | Wed.   | Dlp.   |
| ---------------------------- | ---------------- | --------------- | ---------- | ---------- | ----- | ----- | -------------- | -------------- | ------ | ------ |
| 2018/19                      | Sporting Lokeren | Eerste Klasse A | 3          | 0          | —     | —     | —              | —              | 3      | 0      |
| 2019/20                      | Sporting Lokeren | Eerste Klasse B | 1          | 0          | 0     | 0     | —              | —              | 1      | 0      |
| 2021                         | → UMF Grindavík  | 1. deild        | 4          | 3          | 0     | 0     | —              | —              | 4      | 3      |
| Totaal                       | Totaal           | Totaal          | 7          | 3          | 0     | 0     | 0              | 0              | 7      | 3      |
| Bijgewerkt t/m 28 juli 2021. |                  |                 |            |            |       |       |                |                |        |        |

## Interlandcarrière
Symons maakte deel uit van verschillende nationale jeugdselecties. 